# I Surrender Dear (film 1931)
I Surrender Dear – amerykański film edukacyjny z 1931 roku z udziałem Binga Crosby’ego w reżyserii Macka Sennetta. Jest to pierwszy z sześciu krótkometrażowych filmów, w których wystąpił Crosby i które pomogły mu rozpocząć karierę solową.

## Obsada
- Bing Crosby jako Bing
- Arthur Stone jako Jerry
- Luis Alberni jako Markiz
- Julia Griffith jako matka Peggy
- Marion Sayers jako Peggy
- Will Stanton jako George Dobbs
- Blanche Payson jako Ethel Dobbs
- Patsy O’Leary jako pani McCullum
- Kalla Pasha jako Chauncey McCullum